# Allarsborg
Allarsborg är en ö i Finland. Den ligger i Skärgårdshavet och i kommunen Kimitoön i den ekonomiska regionen  Åboland i landskapet Egentliga Finland, i den sydvästra delen av landet.
Öns area är 1,3 hektar och dess största längd är 250 meter i nord-sydlig riktning.